# بازی‌های پان امریکن ۱۹۵۵
بازی‌های پان امریکن ۱۹۵۵ (انگلیسی: 1955 Pan American Games) دومین دوره بازی‌های پان امریکن است که از ۱۲ تا ۲۶ مارس ۱۹۵۵ در مکزیکوسیتی، مکزیک با حضور ۲۵۸۳ ورزشکار برگزار شده‌است.

## جدول مدال‌ها
*   کشور میزبان ( مکزیک)
| رتبه           | MEX                 | طلا | نقره | برنز | مجموع |
| -------------- | ------------------- | --- | ---- | ---- | ----- |
| ۱              | ایالات متحده آمریکا | ۸۱  | ۵۸   | ۳۸   | ۱۷۷   |
| ۲              | آرژانتین            | ۲۷  | ۳۲   | ۱۷   | ۷۶    |
| ۳              | مکزیک*              | ۱۸  | ۱۰   | ۳۱   | ۵۹    |
| ۴              | شیلی                | ۴   | ۷    | ۱۳   | ۲۴    |
| ۵              | کانادا              | ۴   | ۴    | ۳    | ۱۱    |
| ۶              | ونزوئلا             | ۲   | ۵    | ۹    | ۱۶    |
| ۷              | برزیل               | ۲   | ۳    | ۱۲   | ۱۷    |
| ۸              | کلمبیا              | ۲   | ۳    | ۱    | ۶     |
| ۹              | کوبا                | ۱   | ۴    | ۸    | ۱۳    |
| ۱۰             | پاناما              | ۱   | ۱    | ۰    | ۲     |
| ۱۱             | گواتمالا            | ۱   | ۰    | ۱    | ۲     |
| ۱۲             | جمهوری دومینیکن     | ۱   | ۰    | ۰    | ۱     |
| ۱۳             | اروگوئه             | ۰   | ۶    | ۲    | ۸     |
| ۱۴             | پورتوریکو           | ۰   | ۲    | ۲    | ۴     |
| ۱۵             | جامائیکا            | ۰   | ۲    | ۱    | ۳     |
| ۱۶             | آنتیل هلند          | ۰   | ۱    | ۲    | ۳     |
| ۱۷             | ترینیداد و توباگو   | ۰   | ۱    | ۱    | ۲     |
| مجموع (۱۷ MEX) | مجموع (۱۷ MEX)      | ۱۴۴ | ۱۳۹  | ۱۴۱  | ۴۲۴   |

## ورزش‌ها
- دو و میدانی (۲۹) (جزئیات)
- بیسبال (۱) (جزئیات)
- بسکتبال (۲) (جزئیات)
- بوکس (۱۰) (جزئیات)
- دوچرخه‌سواری (جزئیات)
  -  دوچرخه‌سواری جاده (۲)
  -  دوچرخه‌سواری پیست (۳)
- شیرجه (۸) (جزئیات)
- سوارکاری (۵) (جزئیات)
- شمشیربازی (۷) (جزئیات)
- فوتبال (۱) (جزئیات)
- ژیمناستیک (جزئیات)
  -  ژیمناستیک هنری (۱۲)
- پنج‌گانه مدرن (۲) (جزئیات)
- روئینگ (۵) (جزئیات)
- تیراندازی (۱۶) (جزئیات)
- شنا (۲۱) (جزئیات)
- شنای موزون (۳) (جزئیات)
- تنیس (۵) (جزئیات)
- والیبال (۲) (جزئیات)
- واترپلو (۱) (جزئیات)
- وزنه‌برداری (۷) (جزئیات)
- کشتی (۸) (جزئیات)